# Ferrovia Lugano-Ponte Tresa
La ferrovia Lugano-Ponte Tresa è una linea ferroviaria a scartamento metrico che collega Lugano a Ponte Tresa. L'esercizio e la gestione dell'infrastruttura è affidata alla società Ferrovie Luganesi (FLP).

## Storia

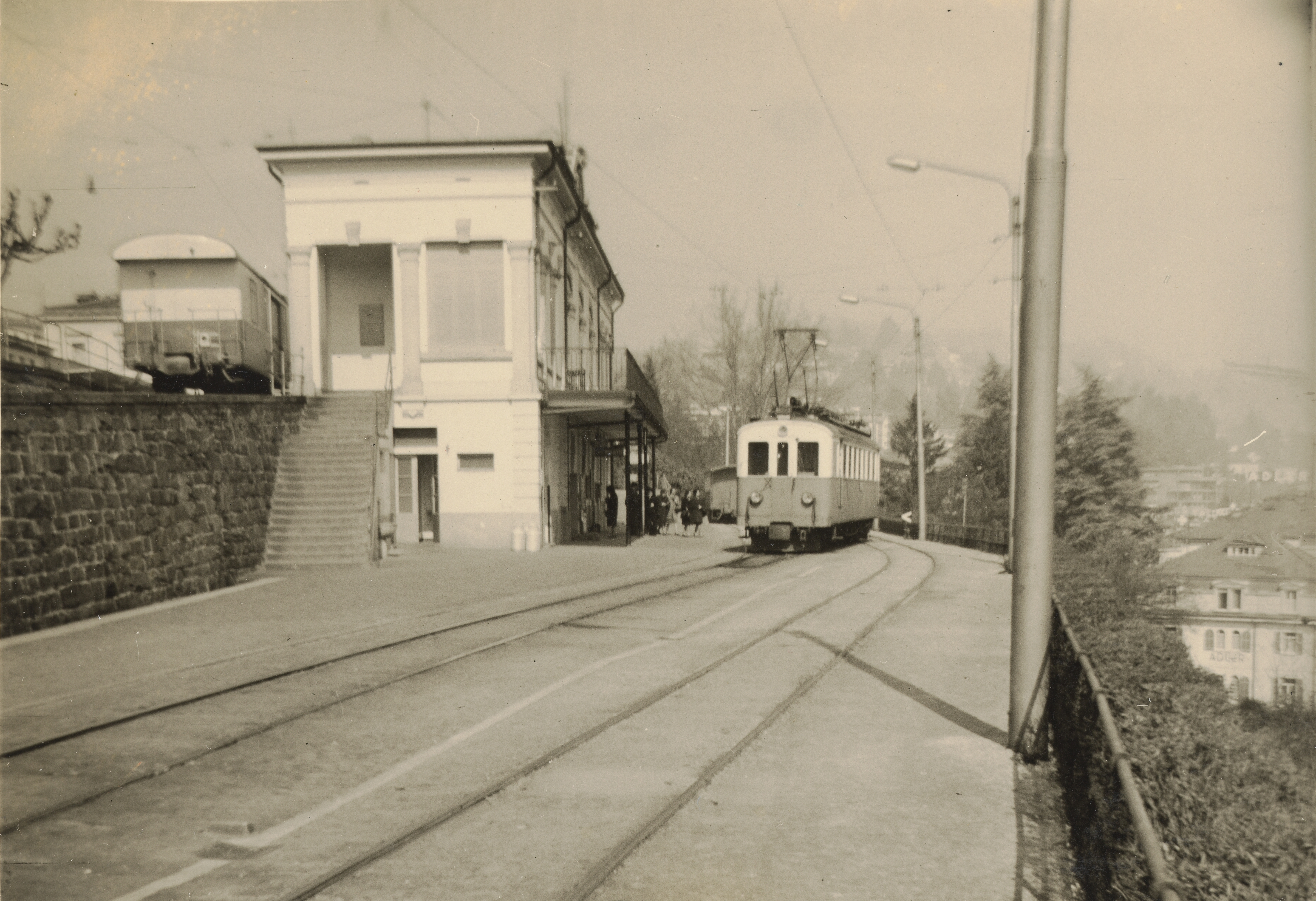
La stazione di Lugano prima del 1968

La genesi della linea Lugano-Ponte Tresa risale al progetto della ferrovia dei Tre Laghi: collegare il Lago Maggiore a quello di Como con una strada ferrata a scartamento ridotto che da Luino arrivasse a Porlezza, transitando per Lugano. Si costruirono le ferrovie Menaggio-Porlezza (1884) e la Luino-Ponte Tresa (1885), entrambe a scartamento da 850 mm, ma non si proseguì in territorio elvetico, preferendo impiegare la navigazione sul Lago di Lugano fra Ponte Tresa e Porlezza.
A Lugano, l'arrivo della ferrovia del Gottardo aveva consentito lo sviluppo dell'industria turistica e diede impulso alla progettazione di nuove linee ferroviarie nel Cantone. Nel 1887, fu assegnata la concessione per una ferrovia Lugano-Ponte Tresa, a scartamento ordinario, a Leone De Stoppani. Ai tempi non fu previsto alcune intervento da parte delle finanze pubbliche per cui l'avvocato Agostino Soldati, che nel 1891 presiedeva il Consiglio di Stato ticinese, propose una legge che avrebbe garantito il sostegno pubblico ai progetti ferroviari Tesserete-Lugano-Ponte Tresa, Locarno-Bignasco e Biasca-Acquarossa. Il progetto fu bocciato da un referendum tenutosi il 3 gennaio 1892.
Per rilanciare le costruzioni ferroviarie nel Canton Ticino si dovette attendere il 1902, quando il Gran Consiglio votò a favore di una legge che consentì l'intervento pubblico per la costruzione di linee ferroviarieo. I diritti di concessione della Lugano-Ponte Tresa erano stati rilevati nel 1905 da Agostino Soldati che manifestò l'intenzione di proseguire in territorio italiano, da Lavena di Ponte Tresa verso Porto Ceresio, per cui iniziò a trattare con le autorità italiane. Nel 1908, a Lugano si costituì un comitato concorrente, retto dall'avvocato Luigi Balestra e dall'ingegnere Tullio Rusca, che propose la costruzione di due tranvie a scartamento ridotto: una Lugano-Bioggio-Agno e una Lugano-Sorengo-Agno. I due comitati unirono gli sforzi: gli avvocati Balestra e Soldati promossero la sottoscrizione di un'unica società e il 15 gennaio 1910 fu costituita la Ferrovie Luganesi (FLP) che ottenne la concessione di una ferrovia elettrica a scartamento ridotto Lugano-Ponte Tresa, passante per Sorengo, Bioggio e Agno.
I lavori di costruzione iniziarono nel settembre 1911 con lo scavo delle gallerie Montarina e Cortivallo che consentivano di sottopassare la collina di Sorengo. Si conclusero nove mesi dopo, a maggio. La ferrovia fu inaugurata il 2 giugno 1912 con una corsa speciale che si fermò a tutte le stazioni e che richiese ben tre ore per raggiungere il capolinea di Ponte Tresa. L'apertura al servizio pubblico avvenne tre giorni dopo. Il servizio ferroviario fu espletato dalle tre automotrici Bce 4/4 che la FLP acquistò dalla Schlieren con componenti elettrici forniti dalla Alioth.
Nel 1952, fu acquistata una quarta automotrice, la BCe (poi ABe) 4/4, sempre fornita dalla Schlieren con componenti elettrici Alioth. Nel 1958, la FLP acquistò una quinta automotrice dello stesso tipo della precedente.
Nel 1964, fu costruito un nuovo tratto nel territorio comunale di Muzzano a causa della realizzazione dell'Autostrada A2.
Nel 1968, la FLP rinnovò il parco rotabili, sostituendo le BCe 4/4 1÷3 con tre nuove automotrici articolate tipo ABe 4/6.

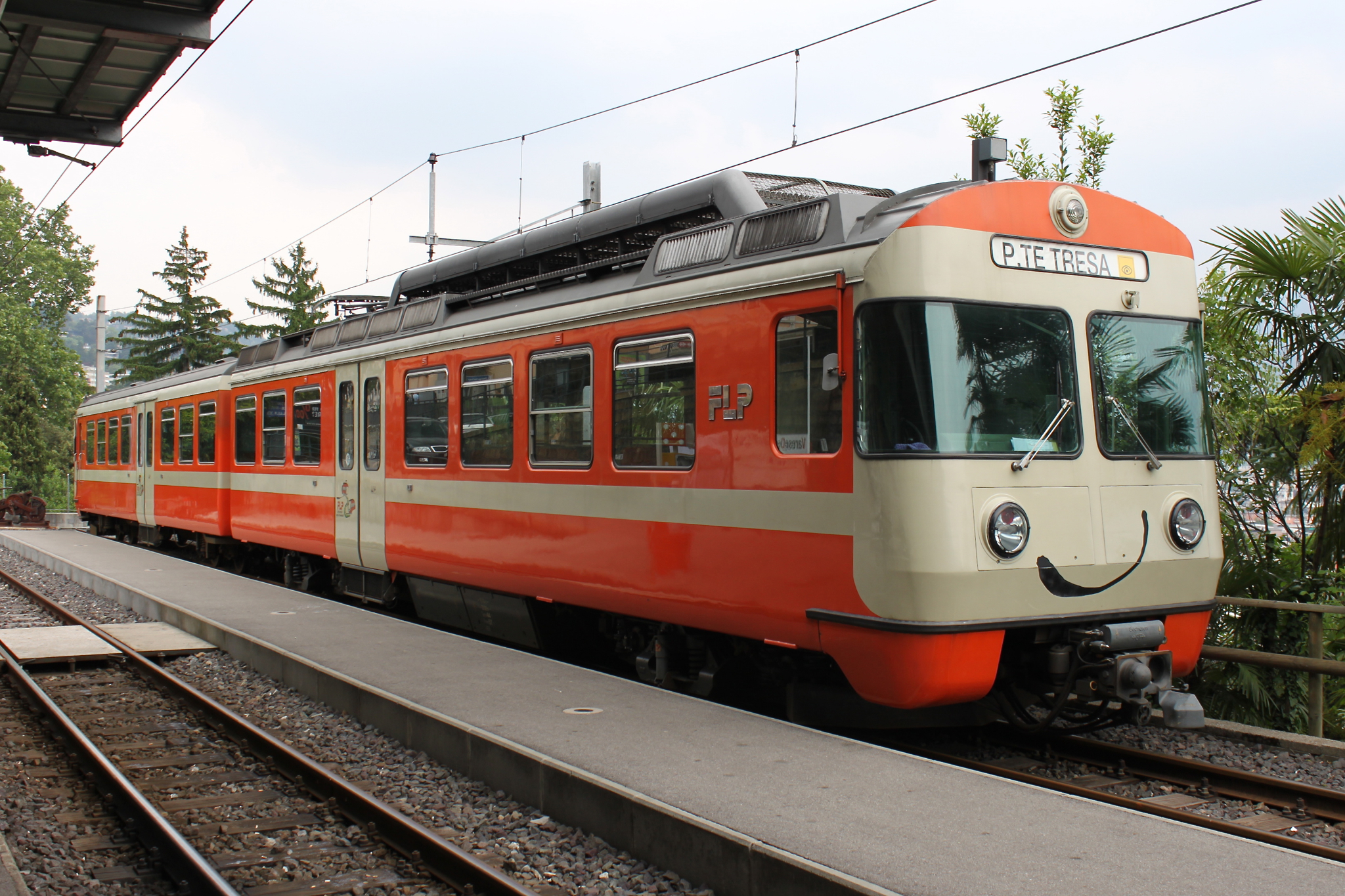
Un Be 4/8, gruppo 41÷42, in sosta a Lugano

Nel 1970, sulla base di un accordo fra la Confederazione Svizzera e il Canton Ticino, la FLP effettuò un investimento di 2,9 milioni di franchi per il rinnovo dei binari e della linea di contatto aerea. Venne introdotto il blocco automatico di tratta che migliorò la sicurezza della circolazione dei convogli sulla linea ferroviaria.
Nel 1978, la Ferrovie Luganesi comprò cinque elettrotreni Be 4/8 21÷25 che sostituirono le ABe 4/6, vendute alla Società Subalpina Imprese Ferroviarie (SSIF) per essere impiegate sulla ferrovia Vigezzina. Nello stesso periodo furono anche automatizzati i passaggi a livello. I nuovi treni entrarono in servizio nel gennaio dell'anno seguente, consentendo l'introduzione del orario cadenzato, con una frequenza di venti minuti nei giorni feriali e di trenta in quelli festivi, a partire dal 27 maggio 1979.
Nel 1990 e nel 1994 furono acquistate altre due unità Be 4/8, immatricolate dalla FPL come 41 e 42, dalla Ferrovie Autolinee Regionali Ticinesi (FART)
Nel 2002, si potenziò la capacità degli elettrotreni Be 4/8 21÷25, inserendo cinque rimorchiate intermedie a piano ribassato di costruzione Stadler Rail, che, di conseguenza, furono riclassificati come Be 4/12. Nel 2007, si introdusse la nuova frequenza di quindici minuti, mentre l'anno seguente il servizio ferroviario fu inserito nella rete celere del Canton Ticino, identificato come linea S60.
A partire dal 7 agosto 2021 entrarono in servizio i nuovi elettrotreni Stadler Tramlink che progressivamente sostituirono i Be 4/8 e Be 4/12. I vecchi elettrotreni furono venduti in Madagascar.

## Caratteristiche
| Unknown route-map component "exCONTg" |

| Unknown route-map component "CONTr+f" | Unknown route-map component "exSTR" |  |

| Straight track | Unknown route-map component "exBHF" | Unknown route-map component "uexCONTl+f" |

| Station on track | Unknown route-map component "exSTR" | Unknown route-map component "uexKBHFe" |

| Straight track | Unknown route-map component "KBHFxa" |  |

| One way leftward | Unknown route-map component "KRZu" | Unknown route-map component "CONTfq" |

| Enter and exit short tunnel |

| Enter and exit short tunnel |

| Stop on track |

| Stop on track |

| Station on track |

| Enter and exit short tunnel |

| Unknown route-map component "SKRZ-Ao" |

| Small bridge over water |

| Stop on track |

| Station on track |

| Enter and exit short tunnel |

| Station on track |

|  | Station on track | Airport |

| Enter and exit short tunnel |

| Stop on track |

| Station on track |

| Stop on track |

|  | End station | Pier |

| Unknown route-map component "lGRENZE" |

| Unknown route-map component "exCONTgq" | Unknown route-map component "exBHFq" | Unknown route-map component "exCONTfq" |

La linea è una ferrovia lunga 12,25 km, a binario semplice, a eccezione di un breve raddoppio fra le stazioni di Bioggio e di Serocca. Lo scartamento è metrico (1000 mm), mentre l'alimentazione è a 1200 V CC, mediante linea aerea di contatto.

### Percorso

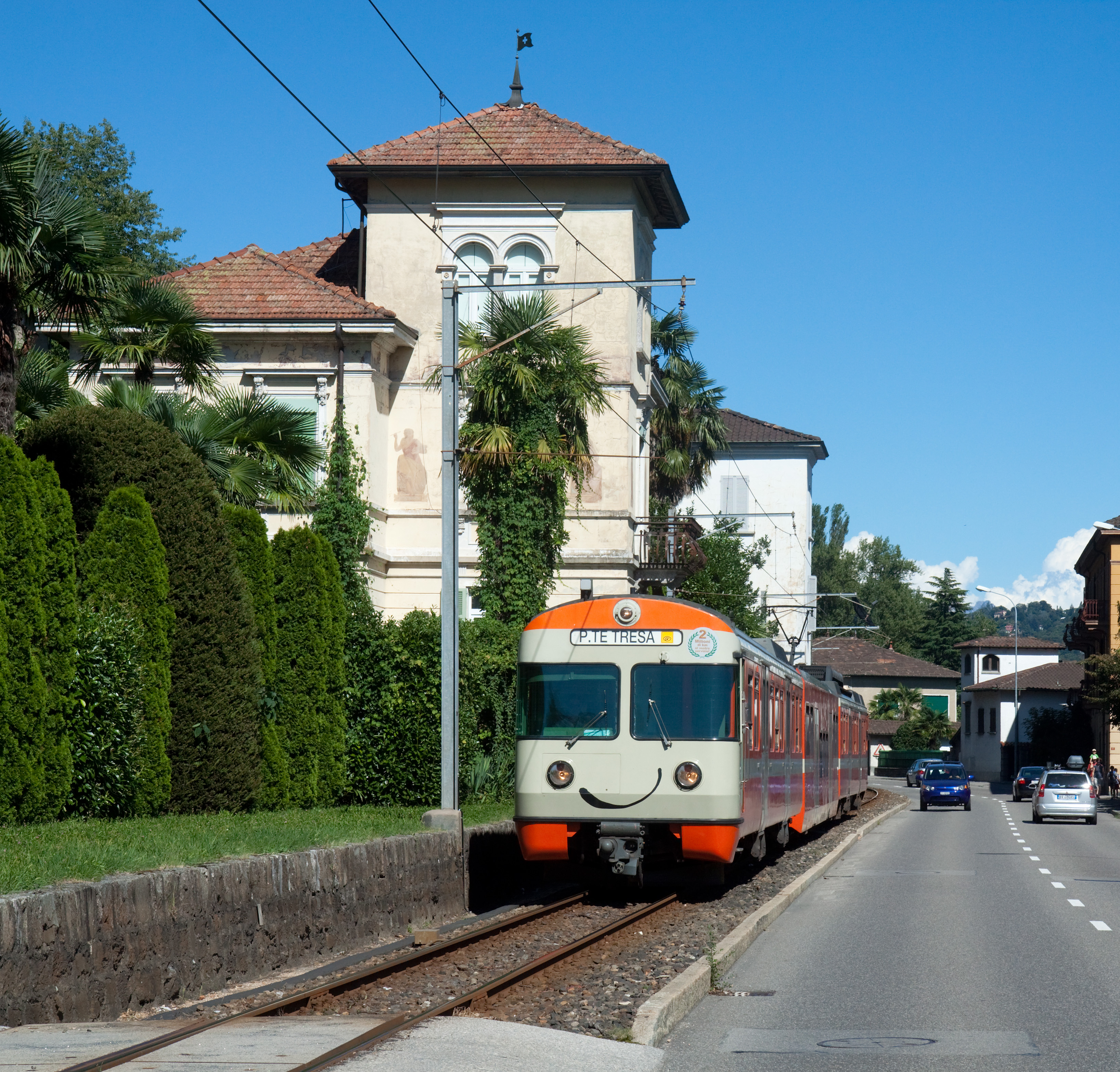
Un'elettrotreno Be 4/12 della FLP in transito sul tratto della ferrovia che affianca la strada cantonale.

La stazione di Lugano FLP si trova nei pressi del piazzale antistante alla stazione della ferrovia del Gottardo. Fino al 1967, un binario di raccordo usciva sul piazzale di fronte al fabbricato viaggiatori della stazione della FLP per congiungersi a quella della linea per Tesserete, anch'essa a scartamento metrico, ma gestita da un'altra società. Di fronte al fabbricato viaggiatori della stazione FFS era posto il capolinea della linea 4 della rete tranviaria di Lugano.
Procedendo verso sud, la ferrovia entra nella galleria Montarina, lunga 316 m, e sottopassa la ferrovia del Gottardo. Entra quindi nel territorio comunale di Sorengo, percorrendo la galleria Cortivallo, lunga 324 m, Il comune è servito da due fermate, tra loro ravvicinate ed entrambe a richiesta: Sorengo e Sorengo Laghetto. Dopo quest'ultimo impianto la linea affianca a sud il Lago di Muzzano per giungere alla stazione di Cappella-Agnuzzo, dove si trova il primo incrocio.
Entrata nel territorio comunale di Muzzano, la ferrovia piega verso nord affiancando l'Autostrada A2 ed entrando nel comune di Bioggio, dove si dirige verso ovest. Scavalcata l'autostrada, si arriva alla fermata di Bioggio Molinazzo, a richiesta, e alla stazione del paese, dove inizia il tratto a doppio binario.
Proseguendo in direzione sud, la ferrovia entra nel comune di Agno e quindi nel Malcantone. Poco dopo il confine comunale si trova la stazione di Serocca, a servizio dell'omonima frazione agnese e dove termina il tratto a doppio binario. In prossimità del centro del paese di Agno, si trova l'omonima stazione, dove si trovano il deposito, la centrale di alimentazione elettrica e la sede sociale delle Ferrovie Luganesi.
Dopo essere giunta al Lido di Agno, la linea affianca a ovest il lago di Lugano per entrare nel territorio comunale di Magliaso che è servito da due impianti: una fermata a richiesta, ubicata all'incrocio con via Castellaccio, e la stazione centrale. Scavalcato il torrente Magliasina, la ferrovia entra nel comune di Caslano, anch'esso servito da una fermata e dove inizia un tratto in affiancamento alla strada cantonale che poi viene attraversata a raso. Proseguendo in affiancamento sul lato nord della cantonale, la ferrovia termina presso il capolinea di Ponte Tresa.

## Traffico

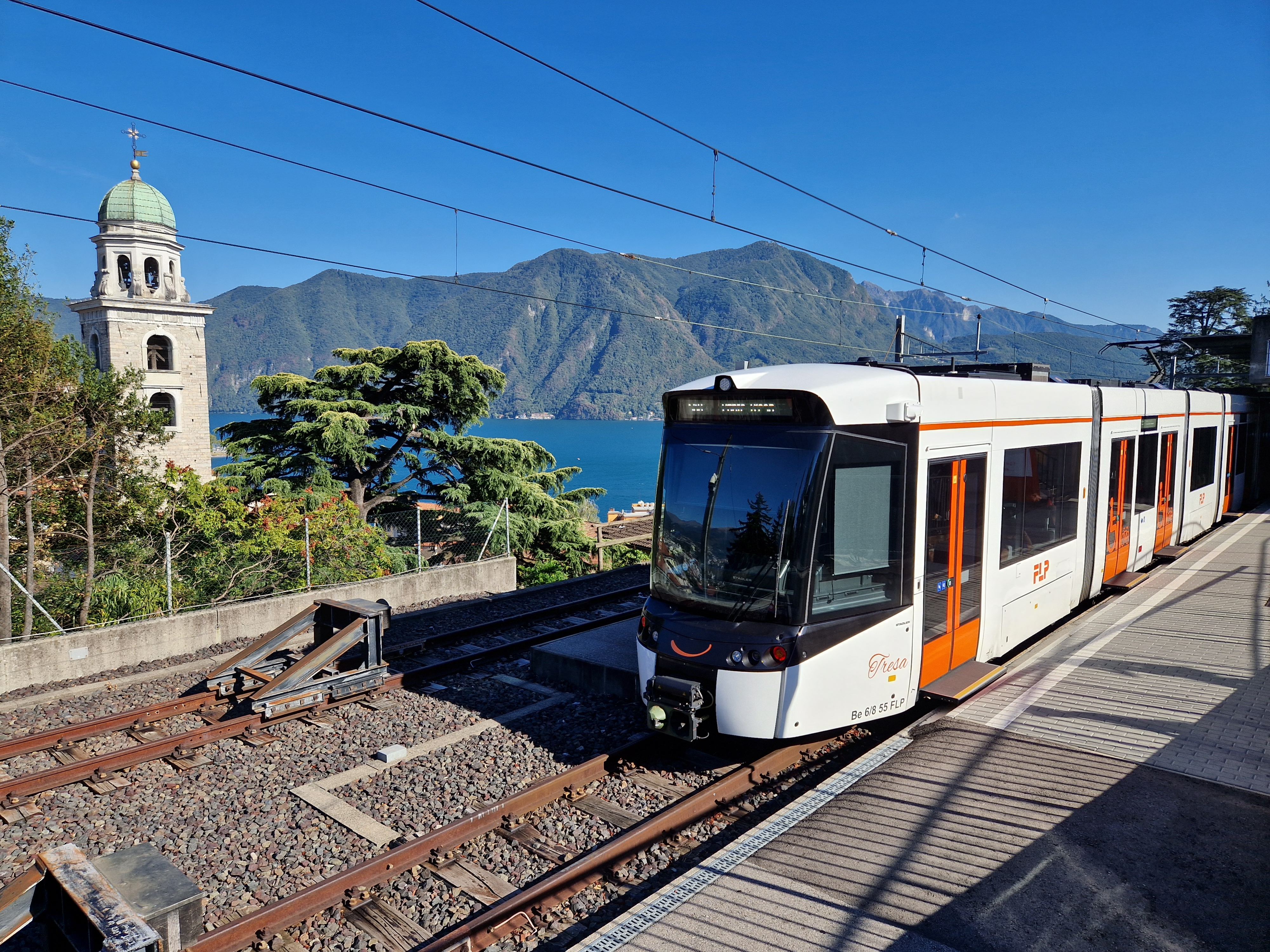
Gli Stadler Tramlink sono in servizio sulla linea dal 2021.

Il servizio ferroviario è svolto quotidianamente dalla Ferrovie Luganesi con coppie di corse Lugano FLP-Ponte Tresa cadenzate. La frequenza delle corse è di quindici minuti in entrambe le direzioni, da lunedì a venerdì a eccezione degli orari serali, mentre la sera e nei giorni di sabato e festivi, essa viene portata a trenta minuti. Presso il capolinea di Lugano, le corse sono in coincidenza con i treni delle altre linee della rete celere del Canton Ticino.
Da dicembre 2008, il servizio ferroviario sulla Lugano-Ponte Tresa è infatti integrato in quest'ultima con la denominazione linea S60: è l'unica della rete ticinese che non è espletata da TiLo.
Dal punto di vista tariffario, il servizio ferroviario è compreso nella comunità tariffale Ticino e Moesano.